# كهوف يونقانغ
 كهوف يونقانغ هي مجموعة كهوف يصل عددها إلى 252 كهفا بقي منها 45 كهفا. تقع كهوف يونقانغ في السفح الجنوبي لجبل ووتشو الذي يبعد 16 كيلومترا غربا عن مدينة داتونغ بمقاطعة شانشي، وتمتد الكهوف نحو كيلومتر من الشرق إلى الغرب. بدأ بناء كهوف يونقانغ في عام 453 م خلال فترة أسرة وي الشمالية الملكية (عام 386 - عام 534 م)، وتم معظم أعمال البناء قبل عام 494 م، لكن أعمال نحت التماثيل استمرت حتى عام 525 م. في الكهوف هناك أكثر من 51000 تمثال حجري، ويبلغ ارتفاع أكبر تمثال 17 مترا، بينما يصل طول أصغر التماثيل عدة سنتيمترات، وتتميز تماثيل «بوذا» و«الحراس الأقوياء» و«الحوريات الطيارات». ن كهوف يونقانغ ورثت روائع الفنون الواقعية في عهدي أسرتي تشين وهان الملكيتين (عام 221 م _ عام 220 م)، وحملت ملامح الفنون الرومانتيكية التي ازدهرت في عهدي أسرتي سوي وتانغ الملكيتين التاليتين (عام 525 م –عام 907 م)، لذلك تسمى كهوف يونقانغ مع كهوف موقاو بمقاطعة قانسو وكهوف لونغمون بمقاطعة خنان «المخازن الكبرى الثلاثة لفنون الكهوف الحجرية الصينية»، وكذلك تعتبرمن أشهر مخازن التماثيل الحجرية في العالم.

## معرض صور

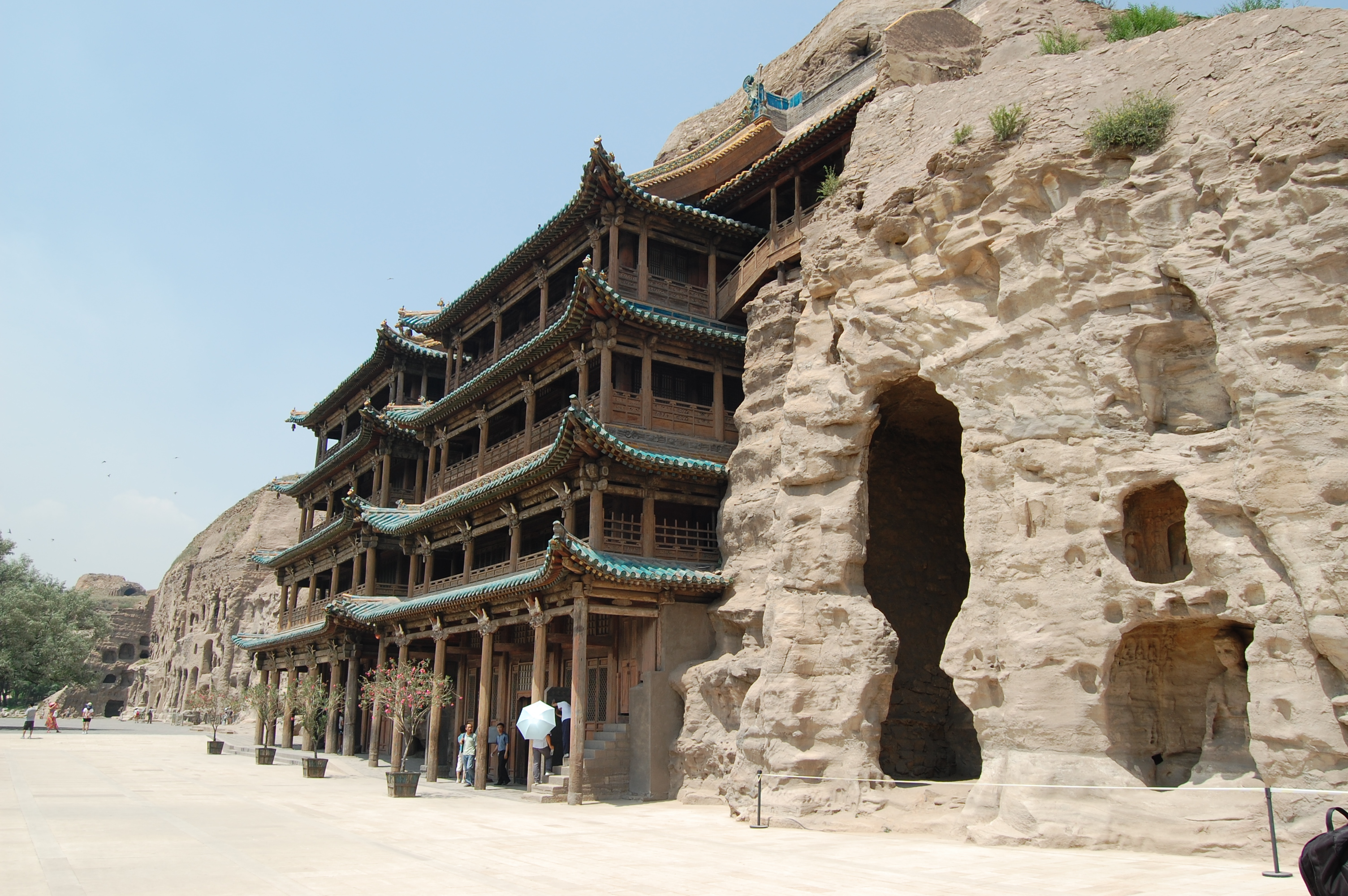
كهوف يونقانغ
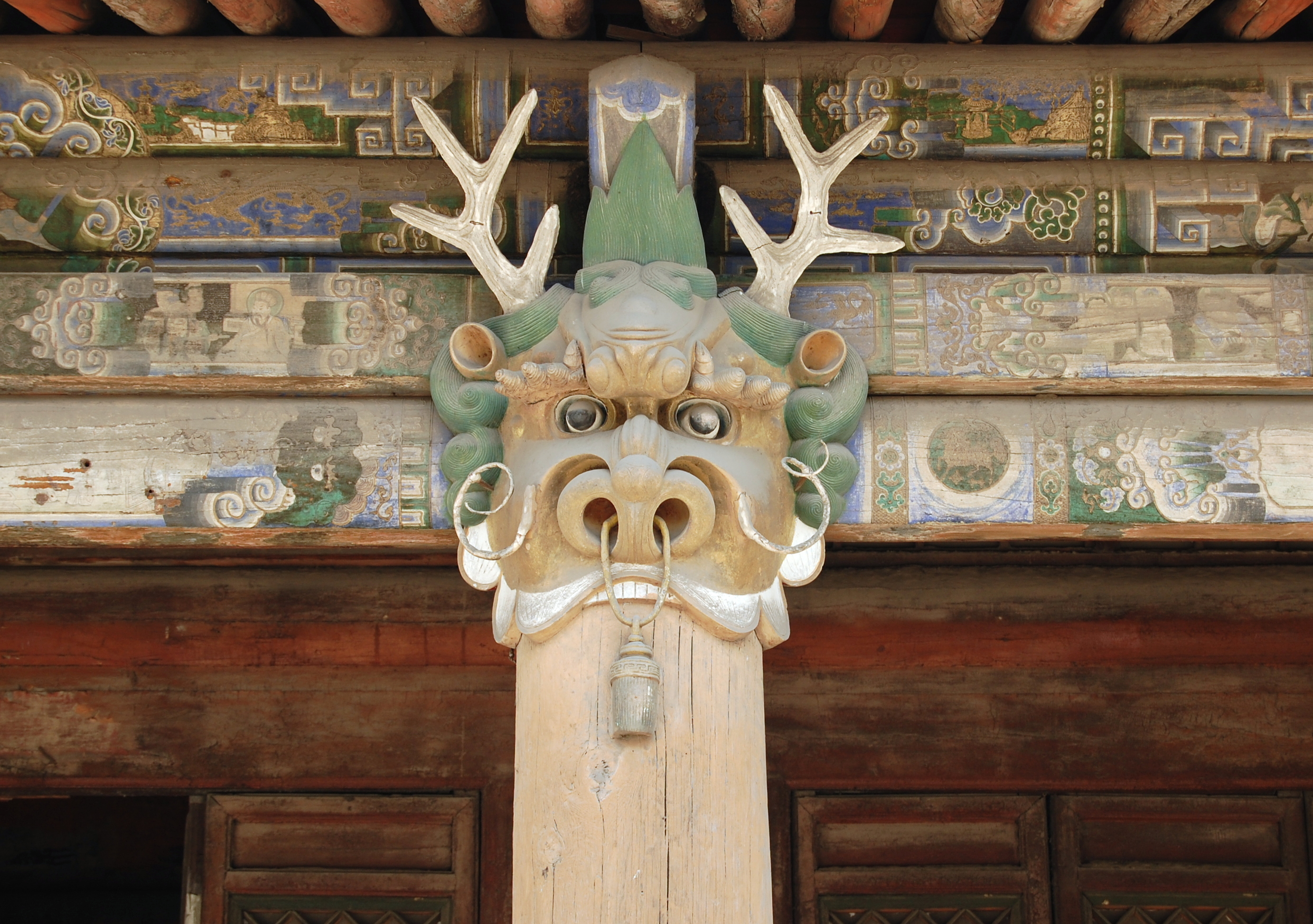
يونقانغ
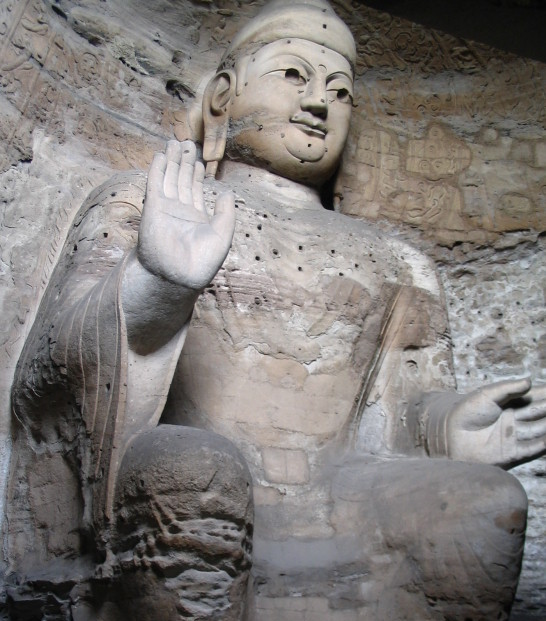
نصب كهوف يونغانغ
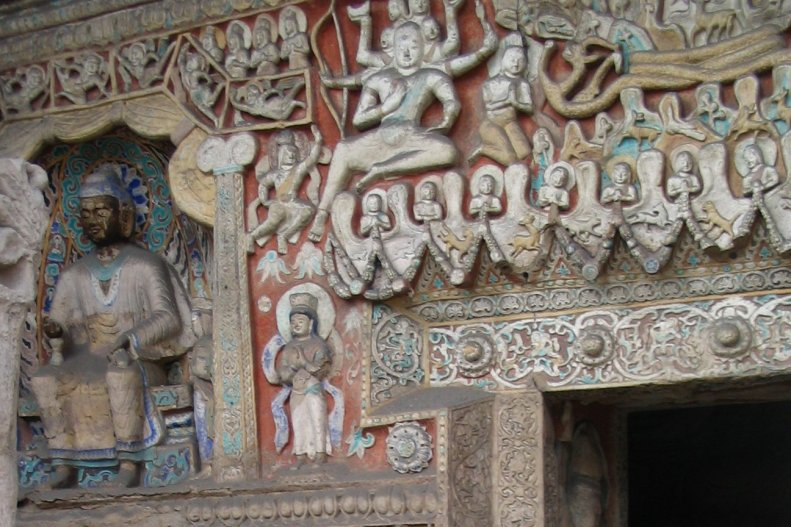
تفاصيل كهوف يونقانغ
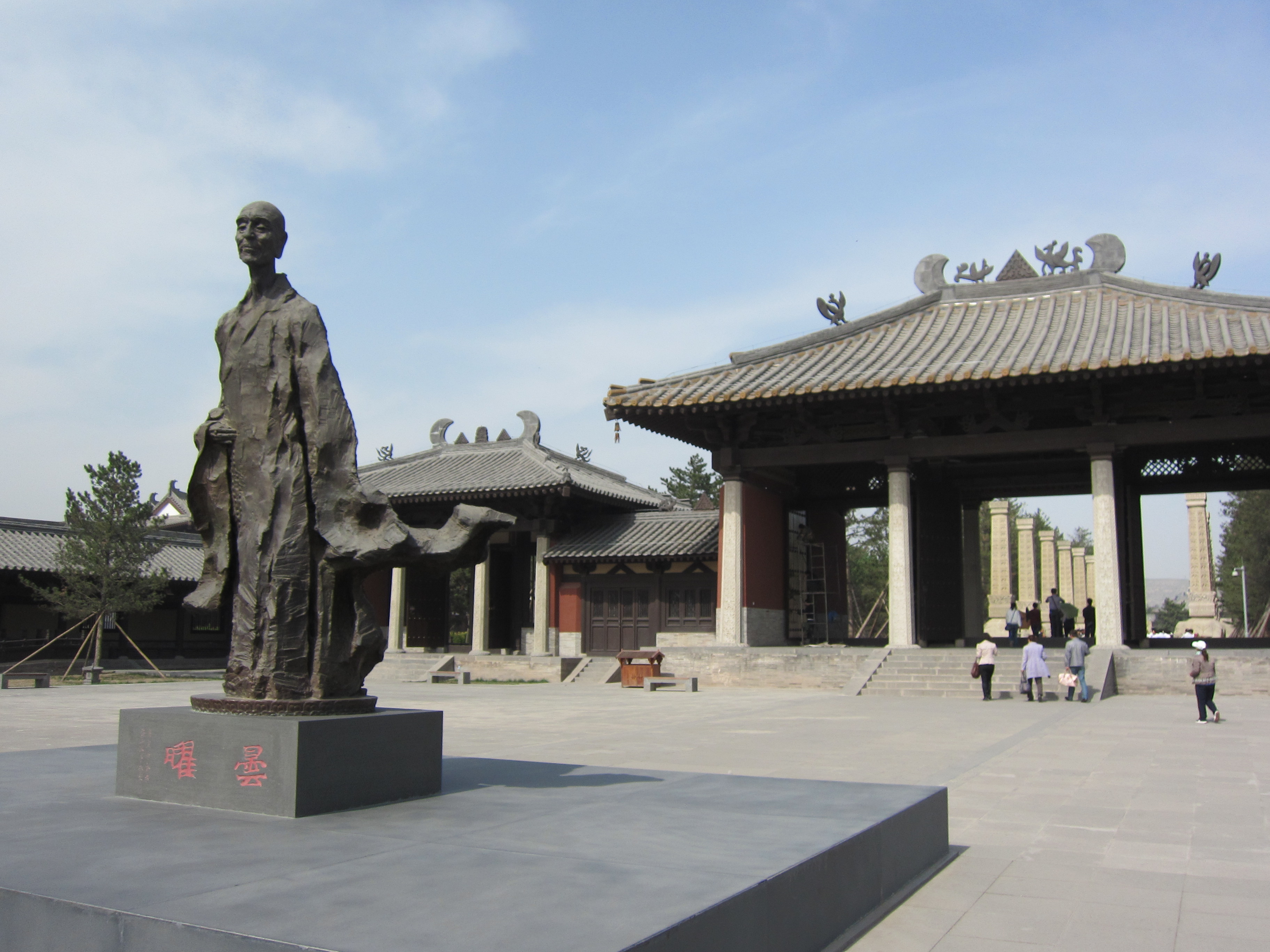
تمثال تانياو ، معبد لينجيان ، كهوف يونغانغ

## انظر ايضاً
- قائمة مواقع التراث العالمي في الصين